# Brigitte Bourguignon
Brigitte Bourguignon (Boulogne-sur-Mer, 21 marzo 1959) è una politica francese, ministro della salute e della prevenzione nel governo Borne.

## Biografia
Nata a Boulogne-sur-Mer, dopo essere stata segretaria medica, Brigitte Bourguignon lavora presso il Consiglio dipartimentale del Pas-de-Calais in qualità di funzionario territoriale responsabile dell'aiuto alimentare.
Vicesindaco di Boulogne-sur-Mer (responsabile della lotta contro l'esclusione delle persone con disabilità e della prima infanzia) dal 2001 al 2012 e segretaria nazionale del Partito socialista responsabile dello sport, Brigitte Bourguignon, investita dal PS, viene eletta il 17 giugno 2012 deputata della 6ª circoscrizione del Pas-de-Calais con il 54,31% contro il suo avversario dell'UMP Frédéric Wacheux.
Nelle elezioni comunali del 2014, si è candidata a Marquise come quarta nella lista del sindaco uscente, Jean-René Bracq (PS). Quest'ultimo è battuto da Bernard Évrard (DVD); Brigitte Bourguignon viene eletta consigliere comunale della città. Nel maggio 2016, è stata sconfitta come presidente del Parco naturale regionale dei capi e delle paludi di Opale dal sindaco di Wirwignes Philippe Leleu.
Nel luglio 2016 è stata nominata presidente dell'Alto Consiglio del Lavoro Sociale..